# Гюльхане
Парк Гюльхане́ (тур. Gülhane Parki; от персидского: گلخانه‎ Gulkhāna — дом роз) — крупнейший парк в центре Стамбула; бывший внешний парк близлежащей султанской резиденции.

## История
Гюльхане — старейший парк Стамбула, который восходит к внешним садам султанского дворца Топкапы. Со стороны дворца в парк ведут большие, пышно украшенные ворота. На территорию можно также попасть через двое внешних ворот. Главный вход в каменной арке с улицы Алемдар (Alemdar Caddesi). Второй, менее популярный вход расположен на набережной. 
В 1839 году на площади в саду перед дворцом был провозглашён Гюльханейский указ о начале реформ, которые модернизировали империю. Указ декларировал равенство подданных империи в их правах и обязанностях независимо от вероисповедания и этнической принадлежности. Текст документа огласил великий визирь Мустафа Решид-паша.
В начале XX века городские власти решили перепланировать часть дворцовых садов в публичный парк, который был открыт для всеобщего посещения в 1912 году. Тогда здесь имелись зоны отдыха, кофейни, игровые площадки, проводились ярмарки. Позже здесь открыли небольшой зоопарк. В 1926 году в парке был установлен первый в мире памятник Ататюрку (автор — австрийский скульптор Генрих Криппель).
В начале XXI века парк претерпел множество изменений: площадки для пикников и зоопарк были убраны, а ярмарки прекращены, что сразу освободило много места. Закрылся дельфинарий, переоборудованный из византийской цистерны (подземного водохранилища) с коринфскими колоннами. С исчезновением бетонных сооружений парк вновь обрёл свой естественный ландшафт 1950-х годов, благодаря чему стали лучше видны деревья, посаженные в XIX веке.

## Достопримечательности
В северной части парка стоит 18-метровая Готская колонна, воздвигнутая в честь победы римских императоров над готами. Это древнейший памятник архитектуры в городе, дошедший до наших дней. В непосредственной близости от колонны — останки приюта Святого Павла, основанного в VI веке императором Юстином II, и колоссальная коринфская капитель колонны, на которой некогда стояла пятиметровая статуя императора.
Парк отделён от городской застройки мощными стенами. В южную стену встроен дворцовый павильон Приветствий, откуда в XVI веке султан наблюдал за жизнью горожан. С 2011 года павильон является частью литературного музея-библиотеки, названного в честь писателя А. Х. Танпынара. В экспозицию включены личные вещи писателей и поэтов Турции. Местная библиотека хранит свыше 8 000 книжных изданий. На нижнем этаже комплекса есть уютное кафе Писателей, за столиками которого нередко можно увидеть современных авторов, ведущих бурные литературные дискуссии.
К парку прилегает музейный городок, где расположен, в частности, Археологический музей. На западе парка в бывших дворцовых конюшнях располагается музей истории исламской науки. Он был открыт в мае 2008 года турецким премьер-министром Эрдоганом. В музее представлены 140 моделей изобретений VIII—XVI веков в области астрономии, архитектуры, судоходства, географии, химии, геодезии, оптики, медицины, физики и военного дела. Ранее в здании находились конюшни султанов. У главного входа в здание установлен глобус, помещенный в куб из прозрачного стекла. Эта достопримечательность – детальная копия древнего изобретения IX века. 
В культурный центр с библиотекой, выставочным залом и мастерской ковров планируется также переоборудовать старые казармы, стоящие на территории парка.

## Мероприятия
Ежегодно в апреле на самых разных площадках  Стамбула проходит традиционный фестиваль тюльпанов  . Всего в мегаполисе предварительно высаживается от 10 до 15 млн. луковиц  тюльпанов, в том числе,  в парке Гюльхане - примерно 30 000 луковиц тюльпанов.

## В культуре
Парк Гюльхане упоминается в стихотворение «Ореховое дерево» известного турецкого поэта Назима Хикмета. По легенде, автор произведения, ожидая свою возлюбленную в парке, подошел к ореховому дереву, когда увидел полицию. И у него родилось пронзительное стихотворение от имени орехового дерева: «…Я — дерево ореховое в парке Гюльхане, разросшееся, старое, ветвистое — гляди! — но ни полиция, ни ты не знаете обо мне». Песню на эти стихи исполнил турецкий певец Cem Karaca.

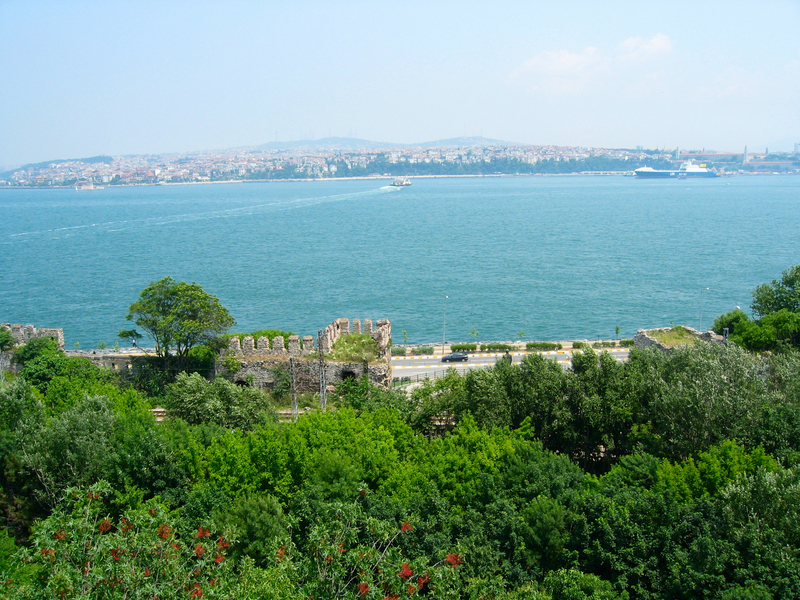
Вид на парк Гюльхане из дворца Топкапы
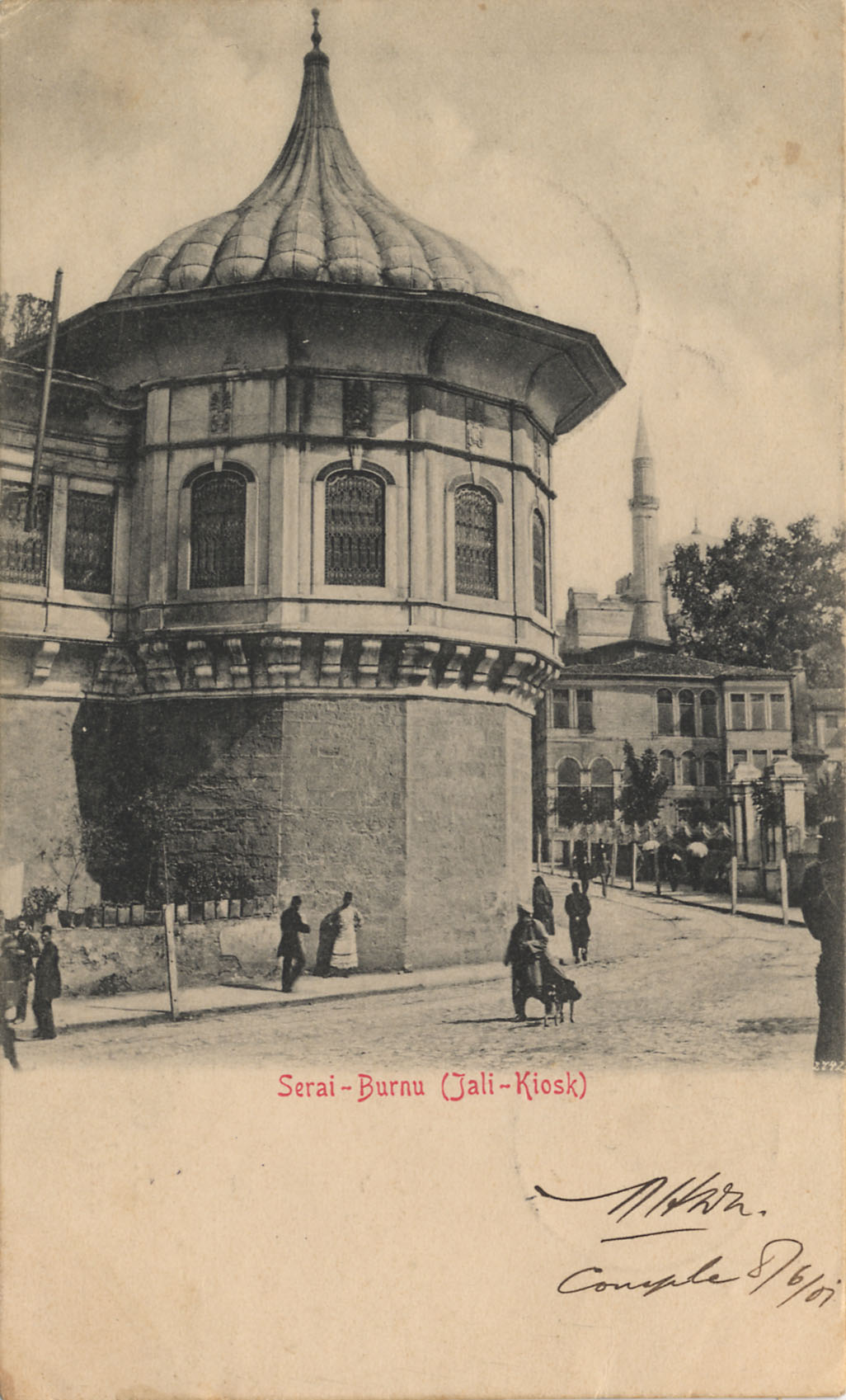
Киоск Алай
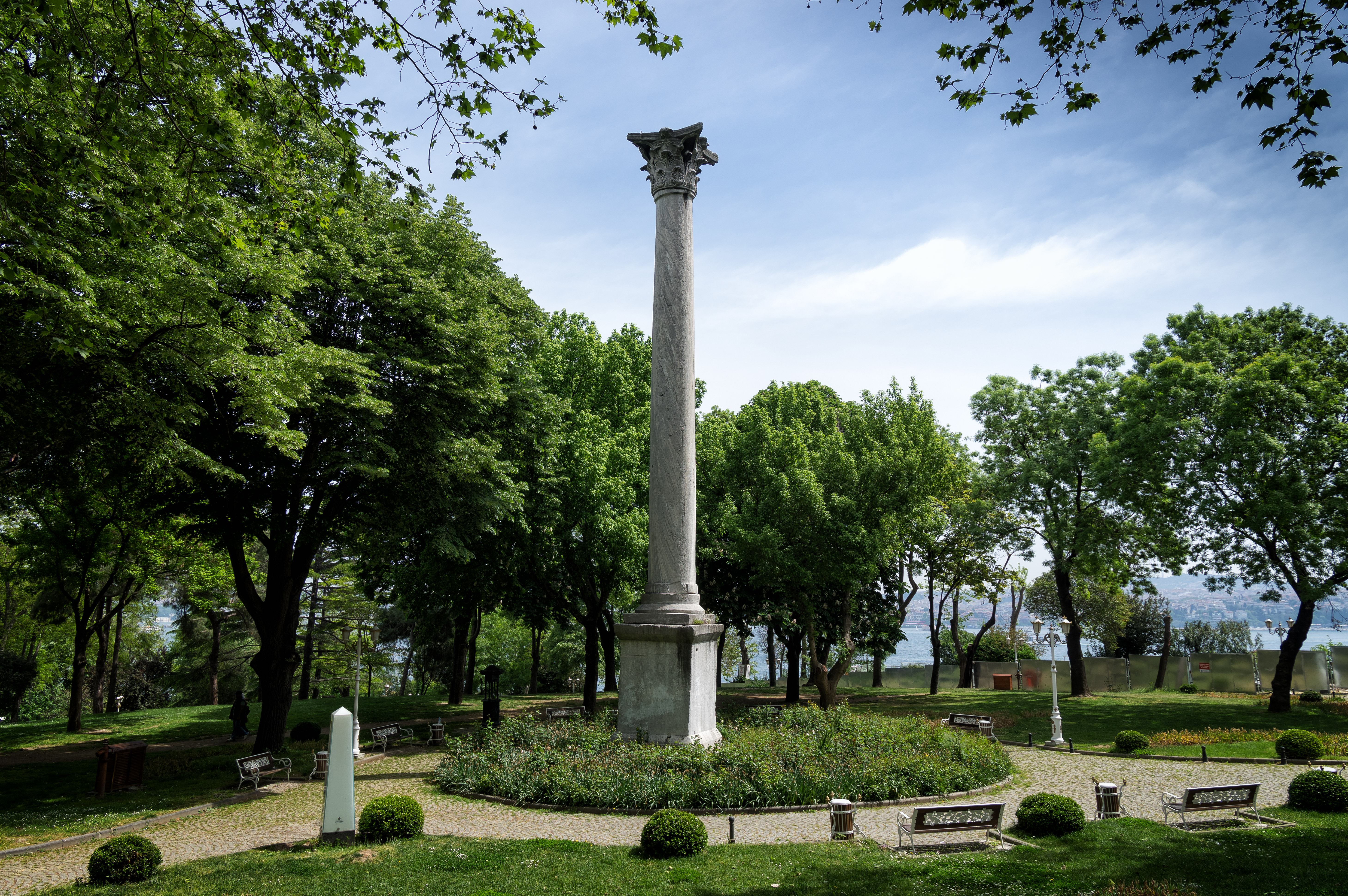
Готская колонна
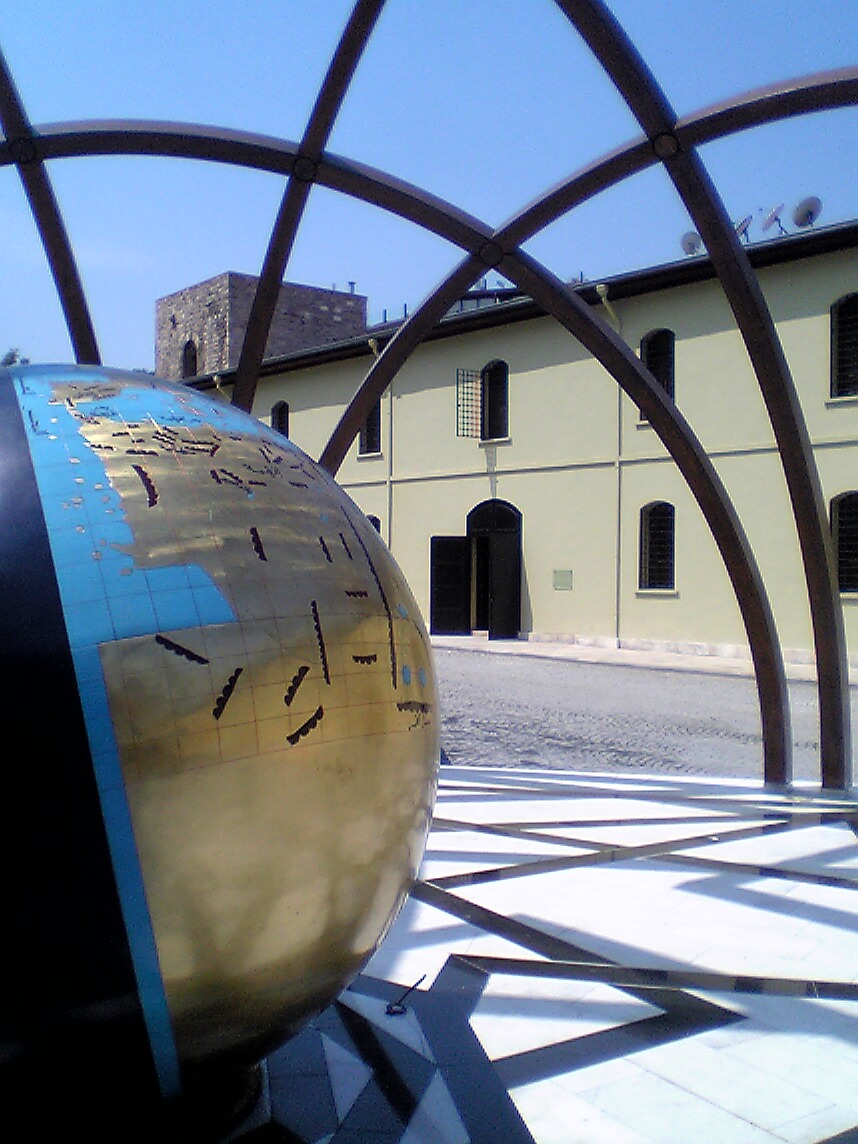
Музей исламской науки и техники
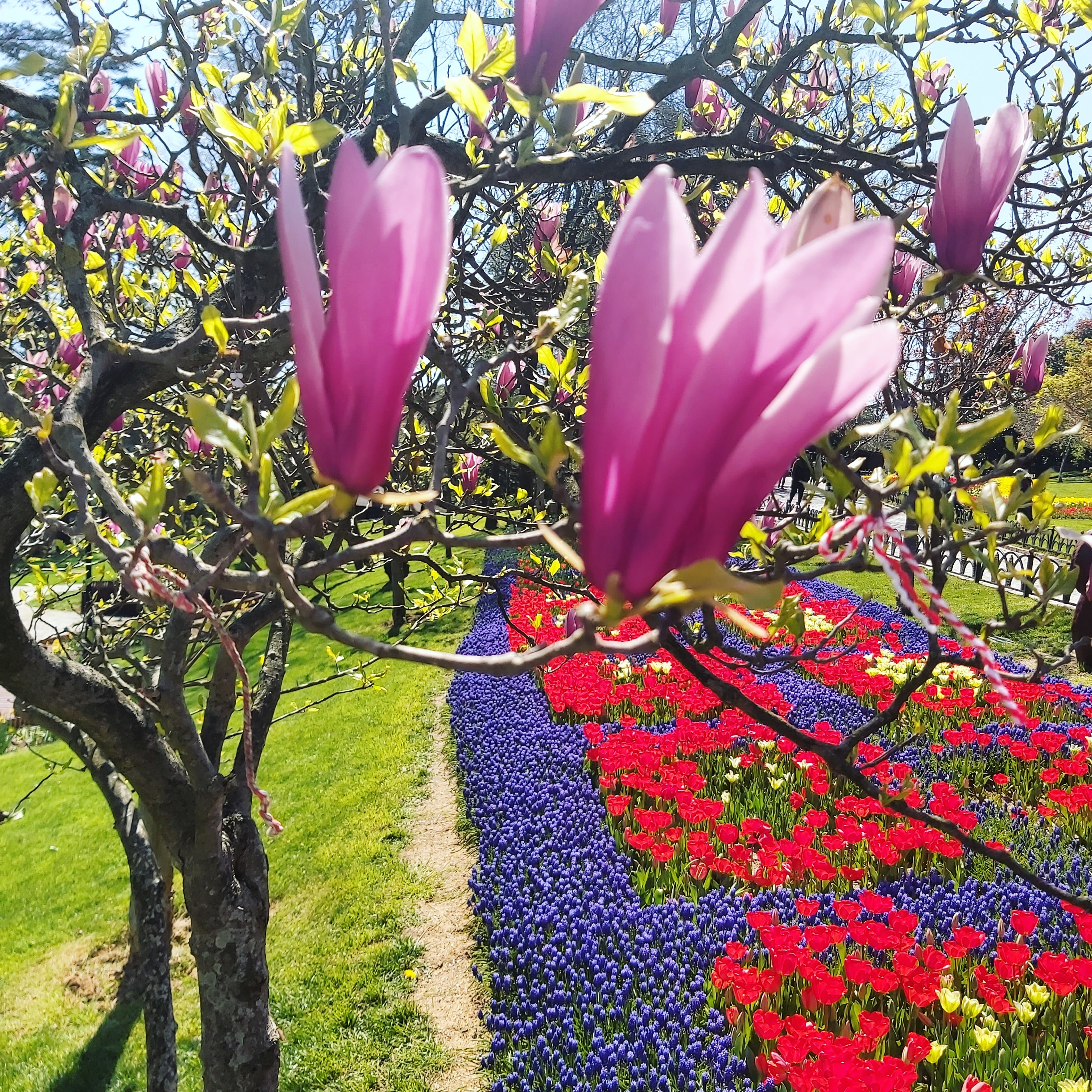
Весеннее цветение тюльпанов